# Hofrat
Hofrat (Abkürzung: HR) war im Heiligen Römischen Reich (und später in seinen Nachfolgestaaten im Deutschen Bund) ein Funktionstitel. Heute bezeichnet Hofrat einen Amts- und Berufstitel in der Republik Österreich.

## Heiliges Römisches Reich

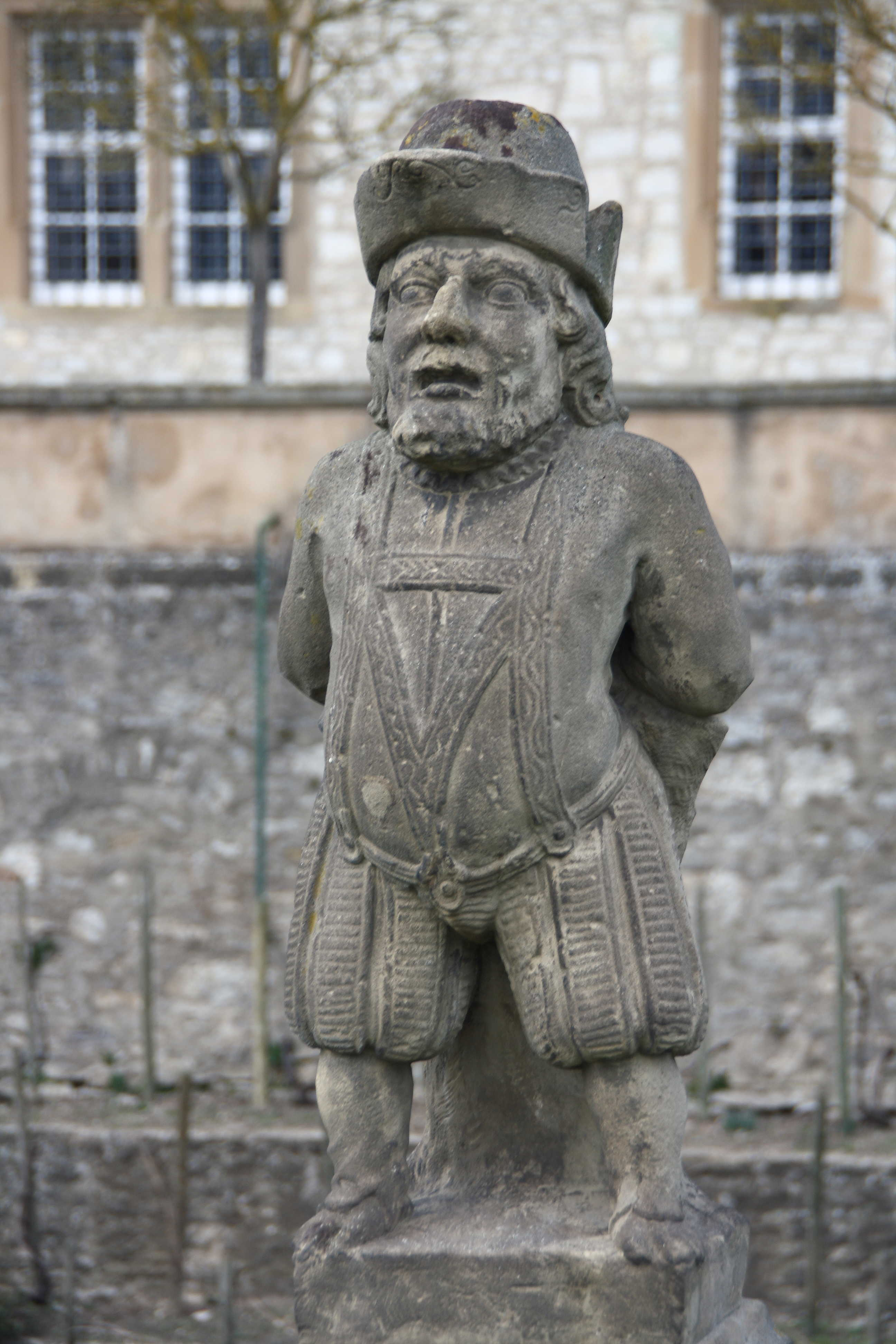
Der Hofrat, Zwergengalerie Schloss Weikersheim

Der kaiserliche Hofrat war im Heiligen Römischen Reich die Bezeichnung für ein Gremium zur Beratung des Kaisers, das sich ab 1519 formierte. Es war eine über Regierung und Kammern stehende, direkt vom Kaiser bestimmte Instanz, bestehend aus der Herrenbank und der Ritter- und Gelehrtenbank. Als Reichshofrat wurde er nach der Verstetigung des Geheimen Rats 1527 und der Bildung des österreichischen Hofrats 1559 – neben dem Reichskammergericht in Wetzlar – vor allem als Gerichtshof für Reichssachen tätig. Mit dem Ende des Heiligen Römischen Reiches im Jahr 1806 endete auch die Tätigkeit des Reichshofrats.
Ferdinand I. trennte 1559 einen eigenständigen österreichischen Hofrat für die Länder im österreichischen Reichskreis vom Reichshofrat ab, der im Zuge der zweiten Erbteilung 1564 wieder unterging. Für die Länder der Böhmischen Krone und das Königreich Ungarn bestanden eigene Hofräte, die der Böhmischen bzw. Ungarischen Hofkanzlei vorstanden. Mit dem Erwerb Siebenbürgens kam der Siebenbürgische Hofrat hinzu. Hofrat war später auch Titel der Beisitzer der Hofkammer, des directorium in publicis et cameralibus, der obersten Justitzstelle und der Rechnungskammer.
Diesen Hofstellen übergeordnet war der Geheime Rat (später die Geheime Konferenz und der Staatsrat). Parallel dazu bestand der Titel Kaiserlicher Rat – vermutlich primär ein Ehrentitel weiterer direkt vom Kaiser bestimmter Personen mit Hofzugang. Alle drei Titel überlebten 1806 in der Habsburgermonarchie Österreich, aber nur der Hofrat auch nach 1918 in der heutigen zweiten Republik Österreich.
Nach österreichischem Vorbild wurden in den Fürstentümern des Reiches Hofräte mit zwei Bänken als oberste Verwaltungs- und Justizstelle gebildet, teilweise unter Bezeichnungen wie Geheimer Rat, Kanzlei oder Regierung.
Einer der bekanntesten Vertreter war der herzöglich Weimarer Geheimrat Johann Wolfgang von Goethe. Friedrich Schiller trug den Titel eines Hofrats im Herzogtum Sachsen-Meiningen.

## Altes Österreich
Hofrat war seit 1765 ein Titel für hohe Beamte. 1850 wurde er in den Zentralstellen (Ministerien) als Amtstitel (analog der Amtsbezeichnung im heutigen Deutschland) abgeschafft und durch die Bezeichnung Ministerialrat ersetzt. Im Zuge der Behördenreform 1873 kam er bei nachgeordneten Dienststellen für leitende Beamte wieder in Gebrauch. Als ehrende Auszeichnung („Berufstitel“) verlieh man ihn außerdem an verdiente Beamte, wie etwa Universitätsprofessoren oder Gymnasialdirektoren.
Im Hofstaat rangierte der Hofrat und Kanzleidirektor (Diätenklasse V, gleichrangig bspw. dem Generalmajor) vor dem Hofsekretär (Diätenklasse VI) und dem Hofkonzipisten (Diätenklasse VII). Er selbst war dem Ersten Obersthofmeister (Diätenklasse I) unmittelbar unterstellt. In der Obersten Polizeibehörde stand der Hofrat (Diätenklasse V) indes an der Spitze der Hierarchie, gefolgt von dem Sektionsrat (Diätenklasse VI), Hofsekretär (hier Diätenklasse VII) und dem Hofkonzipisten (hier Diätenklasse VIII).
Der nichtakademische Titel Hofrat überlebte das Ende der Monarchie bis in die Gegenwart hinein. Als Titel einer Person ist Hofrat immer noch entweder ein Amtstitel für Beamte der höchsten Dienstklassen im Bundes- oder Landesdienst oder ein vom Bundespräsidenten verliehener Berufstitel (Ehrentitel).

## Heutiges Österreich (Zweite Republik)

### Amtstitel

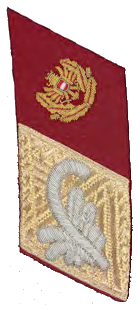
Rangabzeichen eines Hofrates bei den Sicherheitsbehörden

Die größte Gruppe von Titelträgern bilden höhere Beamte des Bundes, die in der gegenwärtig zweithöchsten Dienstklasse VIII in der Regel den Amtstitel Hofrat führen. Hofräte finden sich u. a. in den Finanzlandesdirektionen, in den leitenden Funktionen bei den Arbeitsinspektoraten und in den Landesgeschäftsstellen des Arbeitsmarktservice sowie in der Universitätsverwaltung. Als leitende Konzeptsbeamte bei den österreichischen Sicherheitsbehörden sind die dortigen Hofräte die einzigen uniformierten Träger des Hofratstitels.
Dem Amtstitel Hofrat entspricht in der Parlamentsdirektion der Amtstitel Parlamentsrat, in einer „Zentralstelle“ (d. i. in einem Bundesministerium, sowie in der Präsidentschaftskanzlei, im Rechnungshof und in der Volksanwaltschaft) aber der Amtstitel Ministerialrat; letzterem vorgesetzt ist in einem Bundesministerium der Sektionschef (Dienstklasse IX, vergleichbar dem deutschen Ministerialdirektor). Mit dem österreichischen Hof-/Ministerial-/Parlamentsrat, als Amtstitel von Bundesbeamten mit akademischer Ausbildung, stehen in Deutschland rangmäßig annähernd gleichauf die Amtsbezeichnungen Ministerialrat bzw. Parlamentsrat sowie jene des ranghöheren Ministerialdirigenten. 
Hofrat i. R.
Die Berechtigung zur Führung des Amtstitels Hofrat in Österreich kann aufgrund der Möglichkeit, einem verdienstvollen Beamten anlässlich des Übertritts in den Ruhestand den nächsthöheren Amtstitel in seiner Besoldungsgruppe zu verleihen, auch Beamten mit dem bisherigen Amtstitel „Oberrat“ verliehen werden (im Beamtenjargon auch „Grabsteinhofrat“ genannt).
Allerdings muss von jedem Beamten des Ruhestandes seinem Amtstitel der Zusatz im Ruhestand (i. R.) hinzugefügt werden.

### Berufstitel
Als Berufstitel (Ehrentitel) kann der Hofratstitel vom österreichischen Bundespräsidenten auf Vorschlag des zuständigen Bundesministers auch Beamten, deren Laufbahnen diesen Titel nicht vorsehen (z. B. Richter, Direktoren der Höheren Schulen) verliehen werden (ein „Titularhofrat“ oder „Titularrat“ zum Unterschied vom ehemaligen Wirklichen Hofrat), und auch anderen Personen des öffentlichen Lebens kann das Staatsoberhaupt in Anerkennung ihrer Verdienste den Berufstitel als ehrende Berufsauszeichnung (im Volksmund „Society-Hofrat“) verleihen.

### Landes-Hofräte
In der Mehrzahl der österreichischen Bundesländer führen die akademischen Beamten der höchsten Dienstklassen in der Landesverwaltung ebenfalls den Amtstitel Hofrat, teilweise auch noch Wirklicher Hofrat („wirklich“ meint im Gegensatz zum bloßen Ehren- bzw. Berufstitel, dass der Inhaber tatsächlich auf eine „Planstelle“ der beiden höchsten Rangklassen VIII oder IX ernannt wurde). Im Bundesland Niederösterreich gibt es zusätzlich für Inhaber von „Planstellen“ der höchsten Rangklasse IX den Titel Vortragender Hofrat.

### Höchstgerichte
Hofräte sind ferner auch die Berufsrichter der 17 Senate des Obersten Gerichtshofes und die Mitglieder der 21 Senate des Verwaltungsgerichtshofes. Sie führen indes als Richter weder einen Amts- noch einen Berufstitel „Hofrat“, sondern als Hofrat/Hofrätin des Obersten Gerichtshofs bzw. Hofrat/Hofrätin des Verwaltungsgerichtshofes eine Verwendungsbezeichnung, die sich, wird eines dieser Senatsmitglieder zum Senatspräsidenten, Vizepräsidenten oder Präsidenten bestellt, entsprechend zu Senatspräsident/in, Vizepräsident/in oder Präsident/in des Obersten Gerichtshofs bzw. Verwaltungsgerichtshofes ändert. Die Mitglieder des dritten Höchstgerichtes, des Verfassungsgerichtshofes, werden hingegen einfach als „Mitglied des Verfassungsgerichtshofs“ bezeichnet.

## Bekannte Hofräte
- Karl Dönch (1915–1994), Opernsänger und Schauspieler
- Robert Flechsig (1817–1892), Brunnenarzt, Balneologe und Autor
- Theodor Escherich (1857–1911), Kinderarzt, Bakteriologe
- Ingeborg Eichler (1923–2008), Pharmakologin
- Louis Ernst (1863–1941), Bankkaufmann und Lokalpolitiker
- Johann Wolfgang Goethe (1749–1832), Dichter und Naturforscher
- Heinrich Lammasch (1853–1920), Straf-, Staats- und Völkerrechtler
- Alois Monti, (1839–1909), Kinderarzt und Ordinarius
- Leopold Oser (1839–1910), Arzt und Ordinarius
- Friedrich Schiller (1759–1805), Arzt, Dichter, Philosoph und Historiker
- Viktoria Stadlmayer (1917–2004), Beamtin im Südtirolreferat